# حسين شريف (فنان)
حسين شريف مخرج سينمائي وفنان تشكيلي سوداني. ولد عام 1934. عاش شريف في مدينة القاهرة لأكثر من عشر أعوام، وأتم دراسته الثانوية بكلية فيكتوريا بالإسكندرية.

## حسين شريف الفنان
درس حسين الفن الحديث بجامعة كامبرج بانجلترا وفي عام 1959 حصل علي درجة البكالريوس من كلية سلايد للفنون، فاز حسين بجائزه معارض جون موريس عام 1957 كما يحوي معرض اللوحات القومي (لندن) بورتري من رسمه. اشتهر انه رسم اكثر من 500 لوحة الا ان القليل منه تم التوثيق لها.

## أعماله
أول أفلامـة التسجيلية كان فلم جزع النـار أو رمي النار في عـام 1973، ثم فيلمه التـالي إنتزاع الكهرمان عام 1975.

## أفلام
- رمي النار
- النمور شكلها أفضل
- ليست مياه القمر
- التراب والياقوت
- انتزاع الكهرمان

## وفاته
وكانت وفاة الفنان حسين شريف في العام2005 علي وجه التقريب.